# Patrick Lange (Triathlet)
Patrick Lange (* 25. August 1986 in Bad Wildungen) ist ein deutscher Triathlet. Er ist dreimaliger Sieger des Ironman Hawaii (2017, 2018, 2024) und ist sowohl in der Bestenliste deutscher Triathleten auf der Ironman-Distanz als auch in der Bestenliste der Triathleten auf der Ironman-Distanz aufgeführt.

## Werdegang
Patrick Lange entstammt einer sportbegeisterten Familie. Bereits als Kind begleitete er seinen Vater regelmäßig zum Training bei einer Marathon-Laufgruppe. Als Zwölfjähriger stieg er selbst ins Training mit ein. 
Später trat Lange der Leichtathletik-Abteilung des TV Friedrichstein bei, wechselte dann aber auf das Mountainbike. Als 14-Jähriger wurde Lange 1999 Deutscher Meister U15 auf dem Mountainbike und er gewann 2002 den 120-km-MTB-Marathon in Zierenberg.

### Triathlon seit 2002
Eine Verletzungspause nach einem schweren Sturz mit dem Fahrrad führte zu einer Neuorientierung, in deren Folge er 2002 mit dem Triathlon-Training begann. Er wurde sportlich beim CJD Oberurff in Bad Zwesten unter Rolf-Dieter Kather und Martin Zülch gefördert.
So siegte er unter Flagge des CJD Oberurff unter anderem beim Duathlon in Großenenglis oder beim Triathlon in Waldeck. In der Triathlon-Abteilung war er bis 2005 aktiv.
Im Jahr 2004 stellten sich mit dem Titel des Hessenmeisters im Triathlon sowie des Hessenmeisters im Duathlon erste Erfolge ein. Im Alter von 21 Jahren beendete er die Militär-Weltmeisterschaft 2007 in Indien als bester deutscher Triathlet.
Im Mai 2012 gewann Lange in Oberursel bereits zum dritten Mal in Folge nach 2010 und 2011 den Deutschen Meistertitel auf der Duathlon-Kurzdistanz. Im gleichen Wettkampf errang er den Titel des Deutschen Duathlon-Meisters im Team 2012 mit Jörg Haarmann und Carsten Wunderlich (alle EJOT Team TV Buschhütten). Bei der Duathlon-Weltmeisterschaft in Nancy (Frankreich) holte er sich im September 2012 mit der Mannschaft in der Mixed-Staffel die Bronzemedaille.

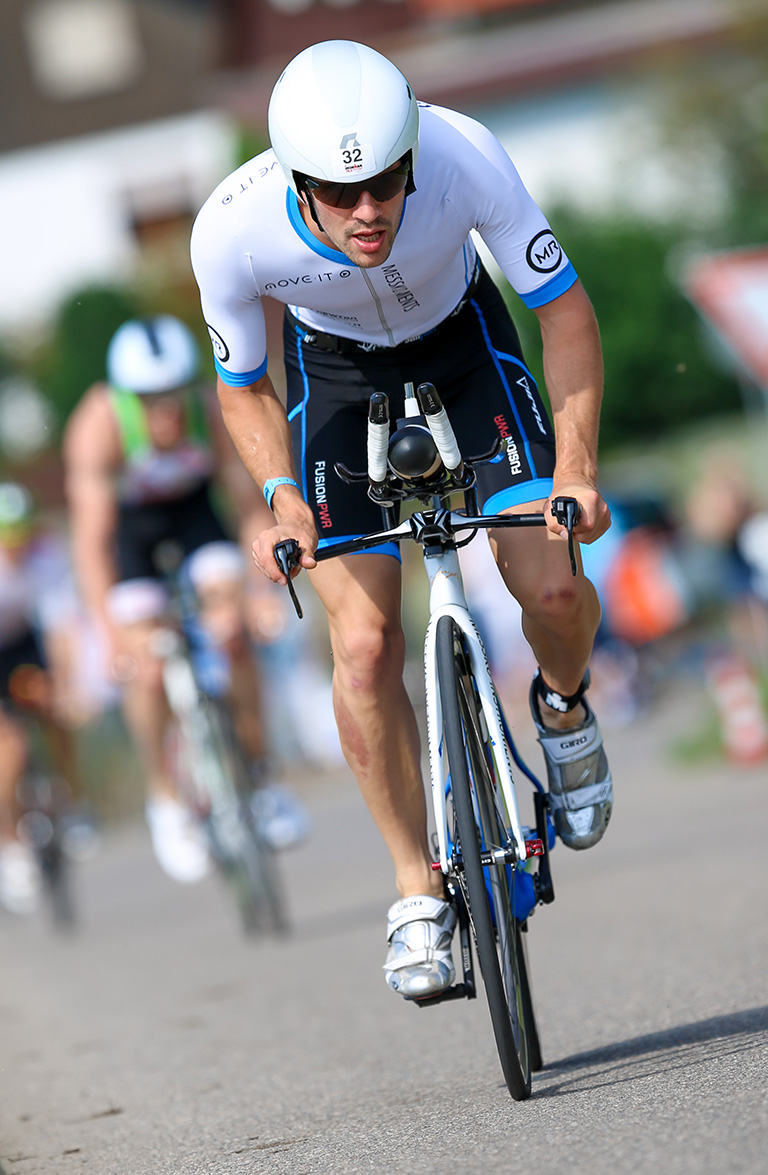
Patrick Lange beim Ironman 70.3 Kraichgau, Juni 2015

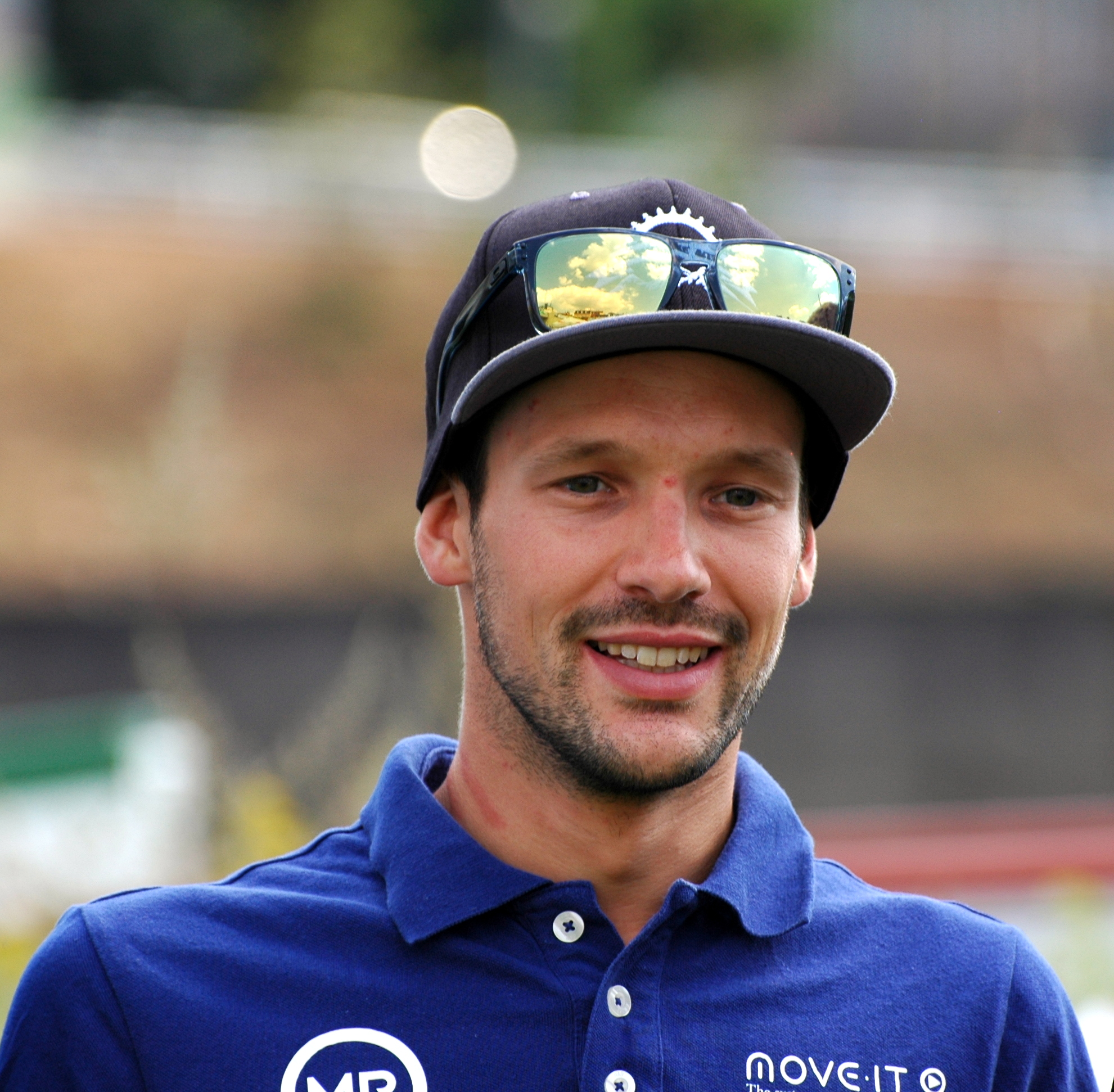
Patrick Lange beim HeidelbergMan, August 2015

Im August 2012 startete Lange in Wiesbaden beim Ironman 70.3 Germany erstmals auf der Triathlon-Mitteldistanz und belegte den siebten Rang. Er startete von Januar 2012 bis Dezember 2013 für das EJOT Team TV Buschhütten und 2014 für den TuS Griesheim. Seit 2015 startet er für den DSW 1912 Darmstadt.

### Langdistanz seit 2016
Patrick Lange wurde von Oktober 2015 bis Oktober 2019 von Faris Al-Sultan trainiert. Seit 2016 wird er von Jan Sibbersen als Manager betreut. Bei seinem ersten Start auf der Langdistanz konnte er im Mai 2016 den Ironman Texas gewinnen. Das Rennen wurde witterungsbedingt auf leicht verkürztem Kurs ausgetragen: 3,86 km Schwimmen, 150 km Radfahren (statt 180,2 km) und 42,195 km Laufen.
Beim Ironman Hawaii 2016 wurde der damals 30-Jährige hinter Jan Frodeno und Sebastian Kienle trotz einer Fünf-Minuten-Zeitstrafe auf der Radstrecke noch überraschend Dritter, wobei er mit einer spektakulären Aufholjagd in der abschließenden Disziplin den seit 1989 bestehenden Streckenrekord auf der Laufstrecke des Ironman Hawaii auf 2:39:45 Stunden verbesserte und so von Platz 24 nach dem Radfahren bis auf Platz drei vorlief.

### Sieger Ironman Hawaii 2017 und 2018
2017 konnte Lange mit einem Streckenrekord von 8:01:39 Stunden erstmals den Ironman Hawaii für sich entscheiden. Nach dem Schwimmen hatte er mit 1:36 Minuten Rückstand auf den Führenden Joshua Amberger noch auf Platz 16 gelegen. Beim abschließenden Marathon holte er über zehn Minuten auf und übernahm wenige Kilometer vor dem Ziel erstmals die Führung, die er nicht mehr abgab. Lange ist damit der sechste deutsche Triathlet, der den Ironman Hawaii gewann.
Patrick Lange konnte 2018 seinen Ironman-WM-Titel erfolgreich verteidigen und brach am 13. Oktober mit einer Zeit von 7:52:39 h erstmals die Acht-Stunden-Marke auf Hawaii.

### Europameister Triathlon Langdistanz 2021
Patrick Lange startete 2021 für das im Collins Cup der Professional Triathletes Organisation zusammengestellte Team Europe – zusammen mit Daniela Ryf, Anne Haug, Lucy Charles-Barclay, Holly Lawrence, Jan Frodeno, Gustav Iden und Joe Skipper.  Im September gewann er die Challenge Roth und damit die ETU Challenge Long Distance Triathlon European Championships.
Im Februar 2022 musste er nach einem Radsturz seinen geplanten Start bei den im Mai im Rahmen des Ironman St. George in Utah ausgetragenen Ironman World Championships absagen.
Im September 2023 wurde Lange in Nizza hinter dem Franzosen Sam Laidlow Zweiter bei den Ironman World Championships.
Am 8. Mai 2024 wurde er in der Weltrangliste der Professional Triathletes Organisation (PTO) als Dritter hinter Sam Long und Magnus Ditlev geführt. Im August wurde er auch als Dritter geführt in der Wertung der Ironman Pro Series – (hinter dem US-Amerikaner Matt Hanson und dem Kanadier Jackson Laundry).
Patrick Lange wurde bis August 2024 von Björn Geesmann trainiert. Seit September 2024 wird er von Benjamin Reszel trainiert.

### Sieger Ironman Hawaii 2024
Mit einer Zeit von 7:35:53 Stunden konnte der 38-Jährige im Oktober 2024 seine bisherigen Erfolge auf Hawaii noch überbieten, schaffte einen neuen Streckenrekord und holte sich zum dritten Mal den Titel bei den Ironman World Championships.
Damit ist er bereits fix für die nächste Ironman-Weltmeisterschaft am 14. September 2025 in Nizza qualifiziert.

### Privates
Patrick Lange lebte in Darmstadt und absolvierte bis 2013 eine Ausbildung zum Physiotherapeuten in Frankfurt am Main. Er ernährt sich vegetarisch.
Beim Ironman Hawaii 2018 machte Lange direkt nach seinem Zieleinlauf seiner österreichischen Freundin einen Heiratsantrag und Anfang 2019 ließ er sich in der Nähe von Salzburg nieder.

## Auszeichnungen
- Bei der Wahl zum Sportler des Jahres 2017 belegte er den zweiten Rang.[24]
- Hessens „Sportler des Jahres“ – 2018[25]
- Bambi Sonderpreis der Jury – 2018
- Sportler des Jahres – 2018

## Sportliche Erfolge
| Datum/Jahr    | Rang | Wettbewerb                                      | Austragungsort      | Zeit     | Bemerkung                                                                                                |
| ------------- | ---- | ----------------------------------------------- | ------------------- | -------- | --- |
| 4. Aug. 2019  | 25   | DTU Deutsche Meisterschaften Triathlon Sprint   | Berlin              | 00:56:14 | im Rahmen von Die Finals                                                                                 |
| 1. Juni 2019  | 1    | Kirchbichl-Triathlon                            | Kirchbichl          |          | |
| 23. Juni 2018 | 1    | Edersee-Triathlon                               | Waldeck             | 01:58:50 | Sieger auf der olympischen Distanz (1,5 km Schwimmen, 42 km Radfahren und 10 km Laufen)                  |
| 6. Mai 2018   | 3    | Siegerland-Cup                                  | Buschhütten         | 01:40:58 | 1 km Schwimmen, 41,9 km Radfahren und 9,6 km Laufen                                                      |
| 6. Aug. 2017  | 1    | Frankfurt-City-Triathlon                        | Frankfurt am Main   | 01:56:10 | |
| 18. Juni 2017 | 1    | Stadttriathlon Erding                           | Erding              | 01:52:54 | |
| 29. Aug. 2016 | 1    | Viernheimer Triathlon                           | Viernheim           | 01:54:19 | |
| 31. Juli 2016 | 1    | HeidelbergMan                                   | Heidelberg          | 01:56:59 | |
| 2. Aug. 2015  | 2    | HeidelbergMan                                   | Heidelberg          | 02:03:05 | |
| 27. Juli 2014 | 1    | HeidelbergMan                                   | Heidelberg          |          | |
| 31. Aug. 2013 | 1    | DTU Deutsche Meisterschaft Triathlon Mannschaft | Deutschland         |          | Deutscher Meister Triathlon Mannschaft über die olympische Distanz mit dem EJOT Team TV Buschhütten      |
| 18. Aug. 2013 | 1    | Rhein-Neckar Triathlon Cup                      | Rhein-Neckar Region |          | Gewinner der Gesamtwertung des BASF Rhein-Neckar Triathlon-Cup                                           |
| 18. Aug. 2013 | 3    | Viernheimer Triathlon                           | Viernheim           | 01:58:52 | Rennen des BASF Rhein-Neckar Triathlon-Cup                                                               |
| 28. Juli 2013 | 1    | HeidelbergMan                                   | Heidelberg          | 01:58:35 | Rennen des BASF Rhein-Neckar Triathlon-Cup                                                               |
| 20. Juli 2013 | 1    | RömerMan                                        | Ladenburg           | 02:05:20 | Rennen des BASF Rhein-Neckar Triathlon-Cup                                                               |
| 22. Juni 2013 | 6    | Alpen-Triathlon                                 | Schliersee          | 01:45:00 | Gesamtsieg im Team mit EJOT Team Buschhütten in der 1. Bundesliga                                        |
| 4. Juni 2013  | 1    | Mussbach-Triathlon                              | Mussbach            | 02:01:31 | Rennen des BASF Rhein-Neckar Triathlon-Cup                                                               |
| 8. Sep. 2012  | 1    | DTU Deutsche Meisterschaft Triathlon Mannschaft | Deutschland         |          | Deutscher Meister Triathlon Mannschaft über die olympische Distanz mit dem EJOT Team TV Buschhütten      |
| 4. Sep. 2011  | 1    | DTU Triathlon Deutschland Cup                   | Deutschland         |          | Die vier Triathlon-Bundesliga-Rennen 2011 waren gleichzeitig die vier Rennen um den DTU Deutschland-Cup. |
| 2. Aug. 2008  | 3    | DTU Deutsche Meisterschaft Triathlon U23        | Gelsenkirchen       |          | Deutsche Meisterschaft U23 über die Sprintdistanz                                                        |
| 2. Juli 2011  | 3    | Alpen-Triathlon                                 | Schliersee          | 02:00:42 | als Erster auf dem Rad am Spitzingsattel auf 1129 hm                                                     |
| 21. Okt. 2007 | 27   | Militär-Weltmeisterschaft Triathlon             | Hyderabad           |          | als bester deutscher Triathlet (1,5 km Schwimmen, 40 km Radfahren und 10 km Laufen)                      |
| 2006          | 3    | Nibelungen-Triathlon                            | Xanten              | 01:56:18 | |
| 2005          | 1    | Edersee-Triathlon                               | Waldeck             |          | Sieger Volkstriathlon                                                                                    |
| 2004          | 1    | Edersee-Triathlon                               | Waldeck             |          | Sieger Volkstriathlon                                                                                    |

| Datum/Jahr    | Platz | Wettbewerb                         | Austragungsort  | Zeit     | Bemerkung                                                                        |
| ------------- | ----- | ---------------------------------- | --------------- | -------- | -------------------------------------------------------------------------------- |
| 5. Apr. 2025  | 17    | Ironman 70.3 Oceanside             | Oceanside       | 03:59:04 |                                                                                  |
| 20. Aug. 2023 | 1     | Allgäu Triathlon                   | Bühl am Alpsee  | 03:50:00 |                                                                                  |
| 21. Mai 2023  | 2     | Ironman 70.3 Kraichgau             | Kraichgau       | 03:50:45 |                                                                                  |
| 22. Apr. 2023 | 5     | Challenge Gran Canaria             | Mogán           | 03:44:16 | [ 29 ]                                                                           |
| 10. Okt. 2021 | 2     | Challenge Budva                    | Budva           | 03:48:21 |                                                                                  |
| 28. Aug. 2021 | 18    | Collins Cup                        | Šamorin         | 03:27:14 | 2 km Schwimmen, 80 km Radfahren und 18 km Laufen im Rahmen der Challenge Šamorin |
| 18. Juli 2021 | 1     | Trumer Triathlon                   | Obertrum am See | 03:55:04 | neuer Streckenrekord                                                             |
| 24. Apr. 2021 | 4     | Challenge Gran Canaria             | Anfi            | 03:43:05 | hinter Jan Frodeno                                                               |
| 6. Sep. 2020  | 3     | Ironman 70.3 Gdynia                | Gdynia          | 03:45:50 |                                                                                  |
| 8. Sep. 2019  | 22    | Ironman 70.3 World Championships   | Nizza           | 04:11:18 | [ 31 ]                                                                           |
| 12. Mai 2019  | 1     | Ironman 70.3 Vietnam               | Đà Nẵng         | 03:49:09 | neuer Streckenrekord                                                             |
| 9. Sep. 2018  | 2     | Ironman 70.3 Rügen                 | Binz            | 03:50:05 |                                                                                  |
| 3. Juni 2018  | 2     | Ironman 70.3 Kraichgau             | Kraichgau       |          |                                                                                  |
| 21. Apr. 2018 | 3     | Challenge Gran Canaria             | Mogán           | 04:01:16 |                                                                                  |
| 10. Sep. 2017 | 1     | Ironman 70.3 Rügen                 | Binz            | 03:43:46 | Streckenrekord; Erster Sieg über die Ironman-70.3-Distanz                        |
| 14. Aug. 2016 | 4     | Ironman 70.3 European Championship | Wiesbaden       | 04:02:02 | als drittbester Deutscher – beim Ironman 70.3 Germany                            |
| 17. Apr. 2016 | 4     | Cannes International Triathlon     | Cannes          | 03:33:25 | Vierter auf der Mitteldistanz (2 km Schwimmen, 80 km Radfahren und 16 km Laufen) |
| 6. März 2016  | 2     | Ironman 70.3 Subic Bay             | Subic-Bucht     | 03:50:45 | Zweiter der Erstaustragung                                                       |
| 7. Juni 2015  | 5     | Ironman 70.3 Kraichgau             | Kraichgau       | 04:02:39 | Bronze Deutscher Meister Mitteldistanz                                           |
| 17. Mai 2015  | 4     | Ironman 70.3 Barcelona             | Barcelona       | 04:10:08 |                                                                                  |
| 9. Mai 2015   | 5     | Ironman 70.3 Mallorca              | Alcúdia         | 04:01:33 |                                                                                  |
| 27. Feb. 2015 | 14    | Challenge Dubai                    | Dubai           | 03:51:51 | beim ersten Rennen der „Challenge Triple-Crown-Serie“                            |
| 7. Sep. 2014  | DNF   | Ironman 70.3 World Championship    | Mont-Tremblant  | –        | Sturz auf der Radstrecke                                                         |
| 18. Mai 2014  | 7     | Ironman 70.3 Barcelona             | Barcelona       | 04:10:42 |                                                                                  |
| 3. Mai 2014   | 21    | Ironman 70.3 St. George            | St. George      | 03:58:31 | US-Championships                                                                 |
| 8. Sep. 2013  | 2     | Ironman 70.3 Luxemburg             | Remich          | 03:54:25 |                                                                                  |
| 12. Aug. 2012 | 7     | Ironman 70.3 Germany               | Wiesbaden       | 04:12:40 | Siebter beim ersten Triathlon über die Mitteldistanz                             |

| Datum/Jahr    | Platz | Wettbewerb                                                   | Austragungsort    | Zeit     | Bemerkung |
| ------------- | ----- | ------------------------------------------------------------ | ----------------- | -------- | --- |
| 29. Juni 2025 | 7     | Ironman Germany                                              | Frankfurt am Main | 07:41:38 | [ 34 ] |
| 26. Okt. 2024 | 1     | Ironman Hawaii                                               | Hawaii            | 07:35:53 | dritter Sieg auf Hawaii und neuer Streckenrekord |
| 18. Aug. 2024 | 8     | Ironman Germany                                              | Frankfurt am Main | 07:39:10 | Ironman European Championship |
| 7. Juli 2024  | DNF   | Challenge Roth                                               | Roth              | –        | |
| 27. Apr. 2024 | 1     | Ironman Texas                                                | The Woodlands     | 07:44:14 | nachträglich zum Sieger ernannt |
| 22. Okt. 2023 | 5     | Ironman Portugal                                             | Cascais           | 07:58:51 | |
| 10. Sep. 2023 | 2     | Ironman World Championships                                  | Nizza             | 08:10:17 | Zweiter hinter Sam Laidlow |
| 25. Juni 2023 | 2     | Challenge Roth                                               | Roth              | 07:30:04 | hinter Magnus Ditlev |
| 25. Nov. 2022 | 1     | Ironman Israel                                               | Tiberias          | 07:42:00 | Sieger der Erstaustragung in persönlicher Bestzeit |
| 9. Okt. 2022  | 10    | Ironman Hawaii                                               | Hawaii            | 07:58:20 | |
| 3. Juli 2022  | 2     | Challenge Roth                                               | Roth              | 07:44:52 | |
| 7. Mai 2022   | DNS   | Ironman St. George                                           | St. George        | –        | Ironman World Championships |
| 5. Sep. 2021  | 1     | ETU Challenge Long Distance Triathlon European Championships | Roth              | 07:19:19 | bei der Challenge Roth; verkürzte Raddistanz |
| 23. Mai 2021  | 1     | Ironman Tulsa                                                | Tulsa             | 07:45:22 | bei der Erstaustragung in persönlicher Bestzeit |
| 12. Okt. 2019 | DNF   | Ironman Hawaii                                               | Hawaii            | –        | Ausstieg auf der Radstrecke |
| 30. Juni 2019 | 11    | Ironman Germany                                              | Frankfurt am Main | 08:47:49 | Ironman European Championships |
| 13. Okt. 2018 | 1     | Ironman Hawaii                                               | Hawaii            | 07:52:39 | zweiter Sieg in Folge und neuer Streckenrekord |
| 8. Juli 2018  | 3     | Ironman Germany                                              | Frankfurt am Main | 08:09:26 | Ironman European Championships |
| 14. Okt. 2017 | 1     | Ironman Hawaii                                               | Hawaii            | 08:01:40 | Sieg mit neuem Streckenrekord |
| 9. Juli 2017  | 6     | Ironman Germany                                              | Frankfurt am Main | 07:52:06 | Ironman European Championships |
| 8. Okt. 2016  | 3     | Ironman Hawaii                                               | Hawaii            | 08:11:14 | Trotz einer Fünf-Minuten-Zeitstrafe lag Lange am Ende nur 4:44 Minuten hinter dem Sieger und Titelverteidiger Jan Frodeno bei der Ironman World Championship, neuer Streckenrekord im Lauf mit 2:39:45 h |
| 14. Mai 2016  | 1     | Ironman Texas                                                | The Woodlands     | 07:13:13 | Austragung des Rennens auf verkürztem Radkurs (94 statt 112 Meilen), neuer Streckenrekord im Lauf mit 2:40:01 h                                                                                          |

| Datum/Jahr    | Rang | Wettbewerb                                     | Austragungsort | Zeit     | Bemerkung |
| ------------- | ---- | ---------------------------------------------- | -------------- | -------- | --- |
| 23. Sep. 2012 | 3    | ITU Duathlon World Championship Mixed Relay    | Nancy          | 01:28:42 | im Mixed-Team mit Franziska Scheffler, Jenny Schulz und Paul Schuster                                                              |
| 22. Sep. 2012 | 17   | ITU Duathlon World Championships               | Nancy          | 01:42:31 | |
| 1. Mai 2012   | 1    | DTU Deutsche Meisterschaft Duathlon Mannschaft | Oberursel      |          | Deutscher Meister Duathlon-Kurzdistanz Mannschaft (10 km Laufen, 36 km Radfahren und 5 km Laufen) mit dem EJOT Team TV Buschhütten |
| 1. Mai 2012   | 1    | DTU Deutsche Meisterschaft Duathlon            | Oberursel      | 01:48:40 | Deutscher Meister Duathlon-Kurzdistanz (10 km Laufen, 36 km Radfahren und 5 km Laufen)                                             |
| 1. Mai 2011   | 1    | DTU Deutsche Meisterschaft Duathlon            | Oberursel      | 01:46:37 | Deutscher Meister Duathlon-Kurzdistanz                                                                                             |
| 2010          | 1    | DTU Deutsche Meisterschaft Duathlon            | Oberursel      | 01:46:06 | Deutscher Meister Duathlon-Kurzdistanz                                                                                             |

| Datum/Jahr | Rang | Wettbewerb                 | Austragungsort | Zeit | Bemerkung                 |
| ---------- | ---- | -------------------------- | -------------- | ---- | ------------------------- |
| 2002       | 1    | MTB Marathon               | Zierenberg     |      | 120 km                    |
| 1999       | 1    | Deutsche Meisterschaft MTB | Deutschland    |      | Deutscher MTB-Meister U15 |

| Datum/Jahr    | Rang | Wettbewerb                    | Austragungsort    | Zeit     | Bemerkung                                          |
| ------------- | ---- | ----------------------------- | ----------------- | -------- | -------------------------------------------------- |
| 7. Apr. 2019  | 57   | Berliner Halbmarathon         | Berlin            | 01:09:37 | 39. Berliner Halbmarathon; 54. Platz Männerwertung |
| 31. Dez. 2016 | 2    | Silvesterlauf Frankfurt       | Frankfurt am Main | 00:30:15 | 38. Spiridon Silvesterlauf (9,7 km)                |
| 31. Dez. 2017 | 5    | Silvesterlauf Frankfurt       | Frankfurt am Main | 00:32:01 | 37. Spiridon Silvesterlauf (10 km)                 |
| 14. Aug. 2015 | 1    | Abendlauf des TSV 08 Hemfurth | Hemfurth-Edersee  | 00:33:43 | Streckenrekord                                     |

(DNF – Did Not Finish)

## Veröffentlichungen
- Becoming Ironman, Riva Verlag, München 2022, ISBN 978-3-7423-1741-4